# Olchowce (Sanok)
Olchowce – dzielnica miasta Sanoka przy drodze krajowej nr 28, niegdyś samodzielna wieś.

## Historia
Jako wieś zostały wspomniane w dokumencie z 18 sierpnia 1444 w którym Władysław III Warneńczyk król Polski i Węgier nadaje Piotrowi Czeszykowi z Ryterowic pusty łan we wsi królewskiej Olchowce w ziemi sanockiej, na której siedzieli kmiecie Subal i Szymko, a który był uprzednio uprawiany przez starostę sanockiego na potrzeby zamku, .. Datum per manus Iohannis Rey s. Michaelis in castro Crac(oviencis) praepositi suae maiestatis sigilliferi. Była to zapewne królewska wieś służebna zamku sanockiego. W dokumencie z roku 1699 występuje jako Posada Olchowska. Termin ten obowiązuje potocznie do dziś.
Wieś królewska położona na przełomie XVI i XVII wieku w ziemi sanockiej województwa ruskiego, w drugiej połowie XVII wieku wieś Olchowcze należała do folwarku zasańskiego starostwa krośnieńskiego.
W 1812 władze austriackie ustanowiły w Olchowcach „Beschäl- und Remontierungsdepartament”, który w 1822 przeniesiono do Drohowyża. Podczas swojej podróży po Galicji cesarz Austrii Franciszek Józef I zbliżając się do Sanoka od strony wschodniej 31 października 1851 wyraził życzenie odwiedzenia stadniny w Olchowcach; w tym celu przekroczył postawiony naprędce most na rzece San, wizytował olchowiecką stadninę, prowadzoną przez rtm. Kaspra Müllera, obejrzał stado i sam wykonał kilka ewolucji konnych, po czym powrócił na drugą stronę rzeki i powozem ruszył w stronę pobliskiego Sanoka.
W drugiej połowie XIX wieku (lata 50. i 60.) posiadłości tabularne (czyli dawne dobra szlacheckie, ziemskie) Olchowce z Międzybrodziem i Olchowce Posada stanowiły własność rządową. W latach 70. i 80. właścicielami tamtejszych dóbr byli sanoccy bankierzy Abisch i Sosie (wzgl. Zosie lub Zofia) Kanner. W 1886 podano, że W lustracyi (l. c. str. 44) czytamy: „Dwór w Olchowcach. We wszystkiem starostwie (krośnieńskiem) dworu nie masz, tylko w Olchowcach jest dwór dawno zbudowany, lecz dotychczas nie dokończony, z osovna rożne budynki, folwark, stajnie, obory i gumna”. 9 sierpnia 1889 poinformowano, że dobra w Olchowcach i przyległościami o powierzchni 5000 morgów nabyli Józef i Stanisław Nowakowie za cenę 350 tys. złr.. Mimo tego w ewidencji z 1890 A. i S. Kannerowie nadal figurowali jako właściciele własności tabularnej w Olchowcach. Potem w latach 90. jako właściciel dóbr w Olchowcach figurował ww. Józef Nowak. Zmarł on w 1901, po czym na początku XX wieku własność przejęli jego spadkobiercy. Według stanu z 1911 właścicielami Olchowiec byli synowie Józefa, Tadeusz i Eugeniusz Nowakowie. Potem, w latach 1914 i 1918 dobrami władali spadkobiercy Józefa Nowaka. W latach niepodległej II Rzeczypospolitej przed 1930 własność Józefa i Antoniego Nowaków. Do 1939 właścicielem tamtejszych dóbr był Roman Nowak.
W 1910 w Olchowcach otwarto urząd pocztowy. Na początku drugiej dekady XX wieku Olchowce uchodziły za letnisko, a domy do wynajęcia posiadał tam Karol Niedzielski z Krosna.
Po 1914 na terenie Posady znajdowała się stadnina koni dla garnizonu ułanów (K.k. Hengsten Depot). 
W okresie II Rzeczypospolitej do 1939 w Olchowcach działały: oddział Związku Strzeleckiego, koło Obozu Zjednoczenia Narodowego, czytelnia Kaczkowskiego.
W okresie od września 1939 do czerwca 1941 Olchowce znalazły się pod okupacją sowiecką, oddzielone od reszty miasta Linią Mołotowa. Po ataku Niemiec na ZSRR z połowy 1941 hitlerowcy utworzyli w Sanoku–Olchowcach obóz dla jeńców sowieckich. Obóz zlokalizowany był na terenie tamtejszych koszar wojskowych. Funkcjonował do lipca 1944, przebywało w nim 20000 jeńców sowieckich
Olchowce zostały spalone przez UPA wiosną 1946. Obecnie w tym miejscu pomiędzy zabudowaniami osiedla mieszkaniowego znajduje się cmentarz jeńców radzieckich.
Po II wojnie światowej miejsce stadniny i koszar zajęła jednostka wojsk pancernych WP (26 Pułk Czołgów). Od 8 lutego 1990 obiekty byłych koszar zostały zaadaptowane na potrzeby Wojskowej Komendy Uzupełnień w Sanoku przy ulicy Przemyskiej 1, od 2006 komendy powiatowej policji przy ul. Witkiewicza.
W 1972 Olchowce zostały przyłączone do Sanoka.
W 1976 w Olchowcach powstał jeden z najnowocześniejszych zakładów przetwórstwa chemicznego – Sanockie Zakłady Przemysłu Gumowego Stomil Sanok.
W Olchowcach w latach PRL utworzono Rolniczą Spółdzielnię Produkcyjną (RSP), zaniechaną po kilku miesiącach działania, Spółdzielnię Kółek Rolniczych (SKR), a obok Olchowieckie Przedsiębiorstwo Obrotu Zwierzętami Hodowlanymi (OPOZH), które w przeciwieństwie do spółdzielni działały przez długie lata.
21 sierpnia 1993 w Olchowcach uroczyście otwarto schronisko dla bezdomnych, które poświęcił arcybiskup Józef Michalik, które pod auspicjami sanockiego koła Towarzystwa Pomocy im. Św. Brata Alberta podjęło działalność przy ulicy Hetmańskiej 11.
W Olchowcach znajduje się Sala Królestwa dla trzech miejscowych zborów Świadków Jehowy: Sanok-Centrum, Sanok-Południe, Sanok-Zachód (w tym grupy polskiego j. migowego).